# 큰부리제비갈매기

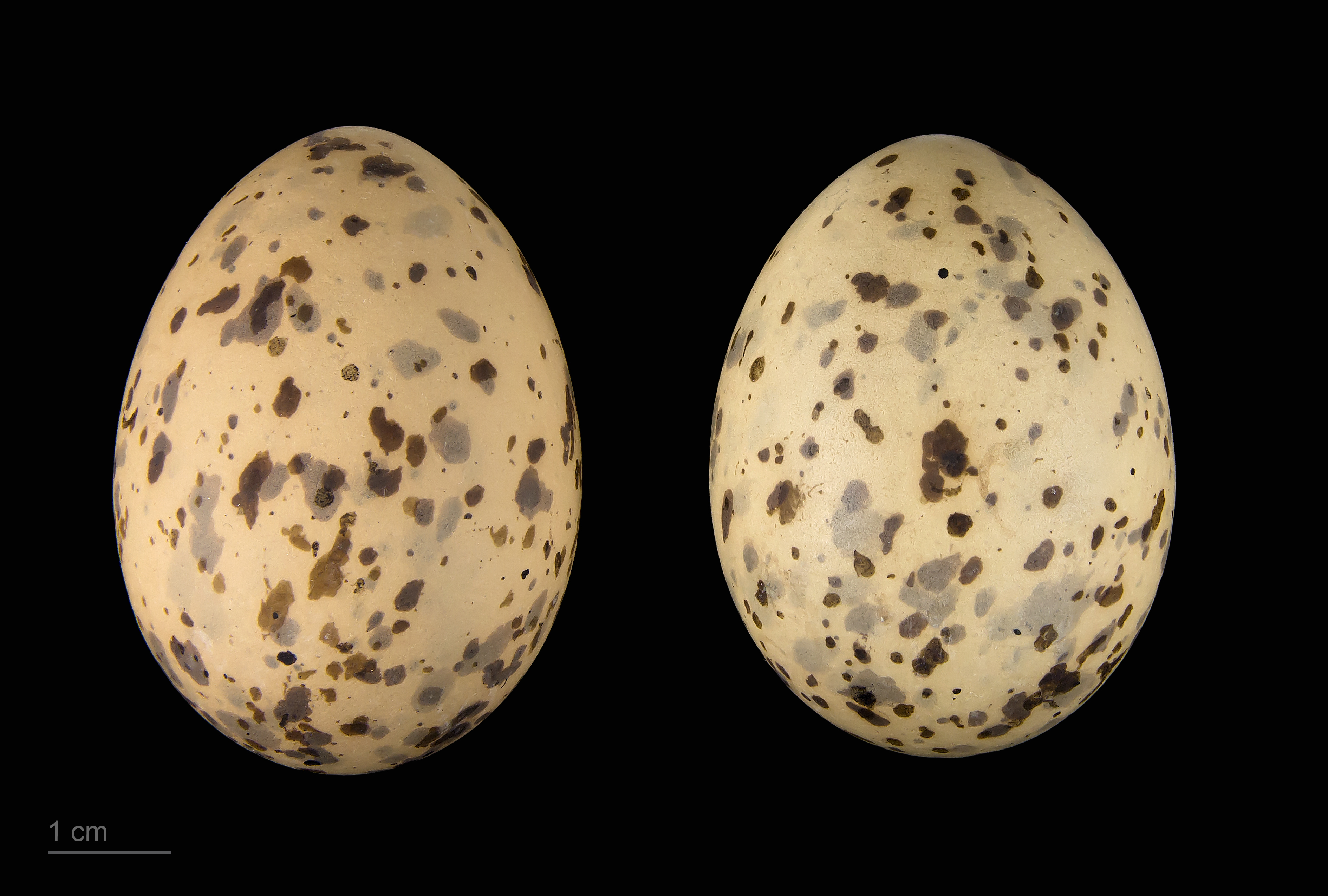
Gelochelidon nilotica

큰부리제비갈매기(gull-billed tern, Gelochelidon nilotica, 이전 명칭: Sterna nilotica)는 갈매기과에 속하는 제비갈매기류이다. 오스트레일리아제비갈매기는 한때 큰부리제비갈매기의 아종으로 간주되었다.

## 개요
크기가 매우 크고 굳센 편이며 샌드위치제비갈매기보다 전반적인 모습과 크기가 비슷하지만 갈매기같은 짧고 굵은 부리, 긴 다리, 튼튼한 몸을 갖추고 있는 것이 특징이다. 몸길이는 33–42 cm, 날개 길이는 76–91 cm이다. 몸 질량은 150–292 g에 이른다.

## 아종
5개의 아종이 있다:
- G. n. nilotica
- G. n. affinis
- G. n. aranea
- G. n. vanrossemi
- G. n. gronvoldi